# Méricourt-l'Abbé
Méricourt-l'Abbé és un municipi francès situat al departament del Somme i a la regió de Nord - Pas de Calais - Picardia. L'any 2007 tenia 565 habitants.

## Demografia

### Població

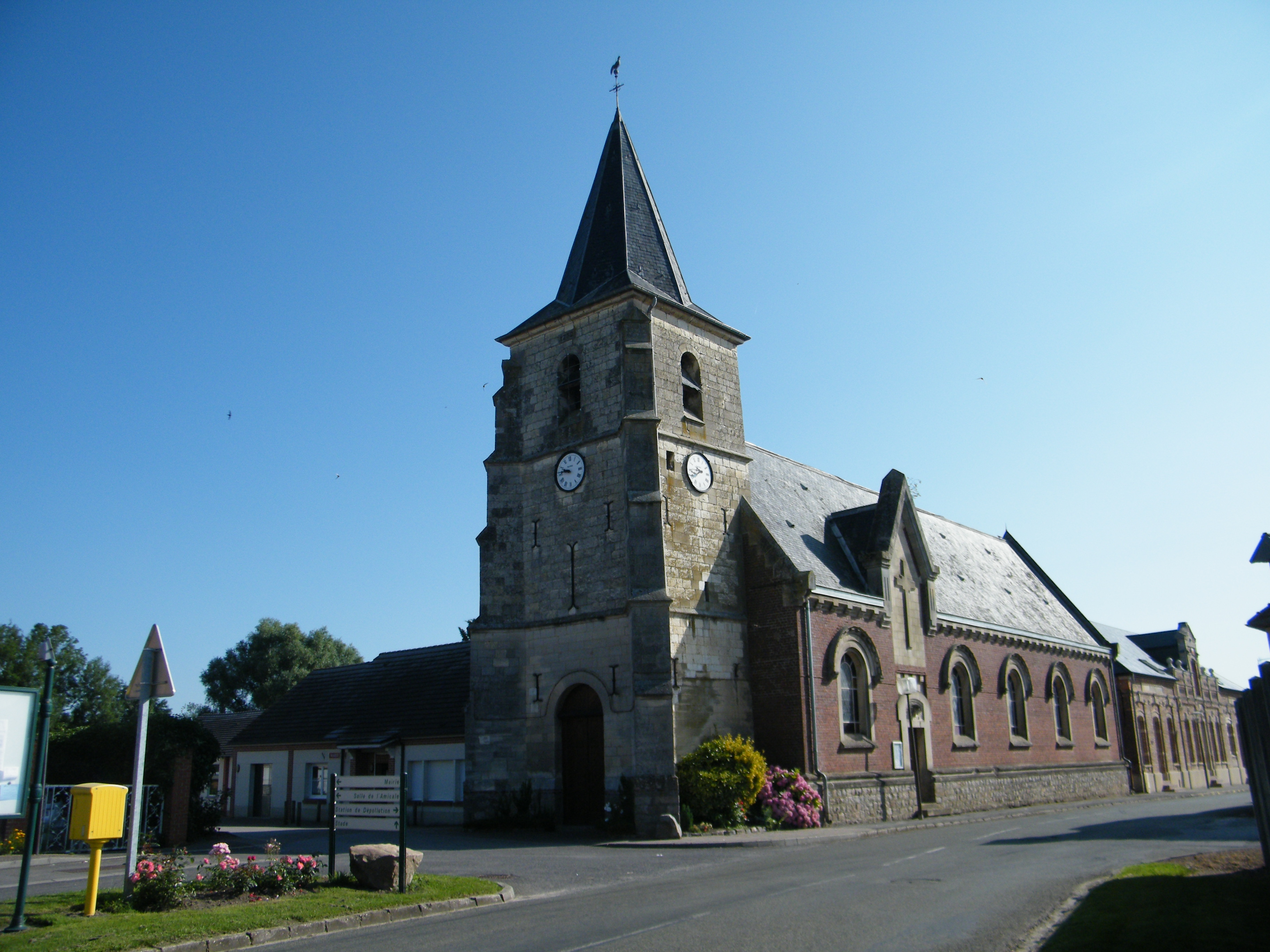
Abadia

El 2007 la població de fet de Méricourt-l'Abbé era de 565 persones. Hi havia 217 famílies de les quals 48 eren unipersonals (24 homes vivint sols i 24 dones vivint soles), 43 parelles sense fills, 98 parelles amb fills i 28 famílies monoparentals amb fills.
La població ha evolucionat segons el següent gràfic:
Habitants censats

### Habitatges

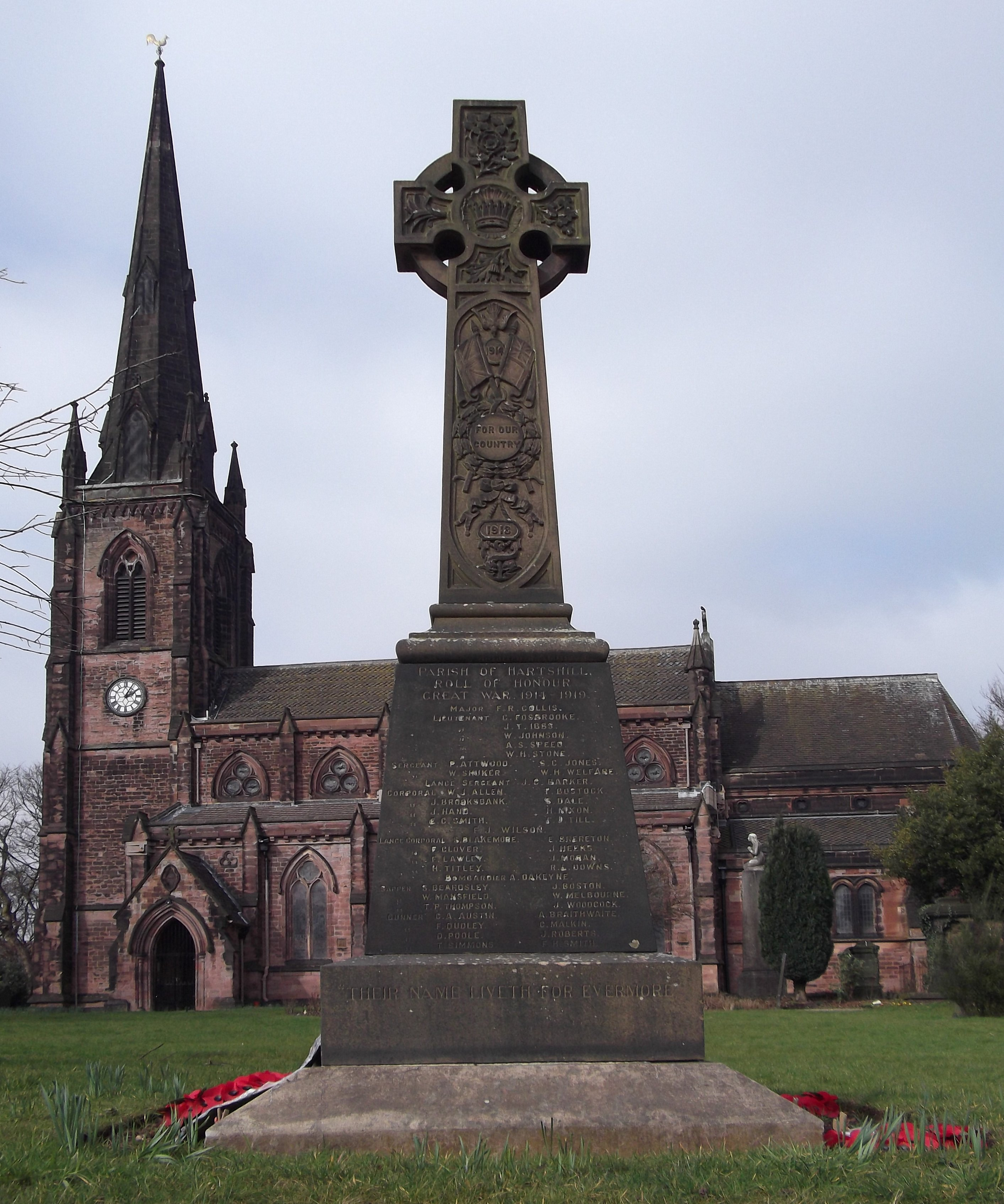

El 2007 hi havia 230 habitatges, 218 eren l'habitatge principal de la família, 7 eren segones residències i 5 estaven desocupats. 220 eren cases i 10 eren apartaments. Dels 218 habitatges principals, 190 estaven ocupats pels seus propietaris, 25 estaven llogats i ocupats pels llogaters i 4 estaven cedits a títol gratuït; 5 tenien dues cambres, 34 en tenien tres, 44 en tenien quatre i 135 en tenien cinc o més. 161 habitatges disposaven pel capbaix d'una plaça de pàrquing. A 94 habitatges hi havia un automòbil i a 106 n'hi havia dos o més.

### Piràmide de població
La piràmide de població per edats i sexe el 2009 era:
| Homes | Edats   | Dones |
| ----- | ------- | ----- |
| 0     | 95 o +  | 0     |
| 0     | 90 a 94 | 0     |
| 4     | 85 a 89 | 0     |
| 8     | 80 a 84 | 8     |
| 4     | 75 a 79 | 8     |
| 4     | 70 a 74 | 0     |
| 8     | 65 a 69 | 12    |
| 8     | 60 a 64 | 12    |
| 16    | 55 a 59 | 12    |
| 28    | 50 a 54 | 16    |
| 16    | 45 a 49 | 24    |
| 24    | 40 a 44 | 32    |
| 4     | 35 a 39 | 24    |
| 16    | 30 a 34 | 4     |
| 20    | 25 a 29 | 16    |
| 20    | 20 a 24 | 12    |
| 24    | 15 a 19 | 28    |
| 20    | 10 a 14 | 24    |
| 16    | 5 a 9   | 12    |
| 12    | 0 a 4   | 12    |

## Economia

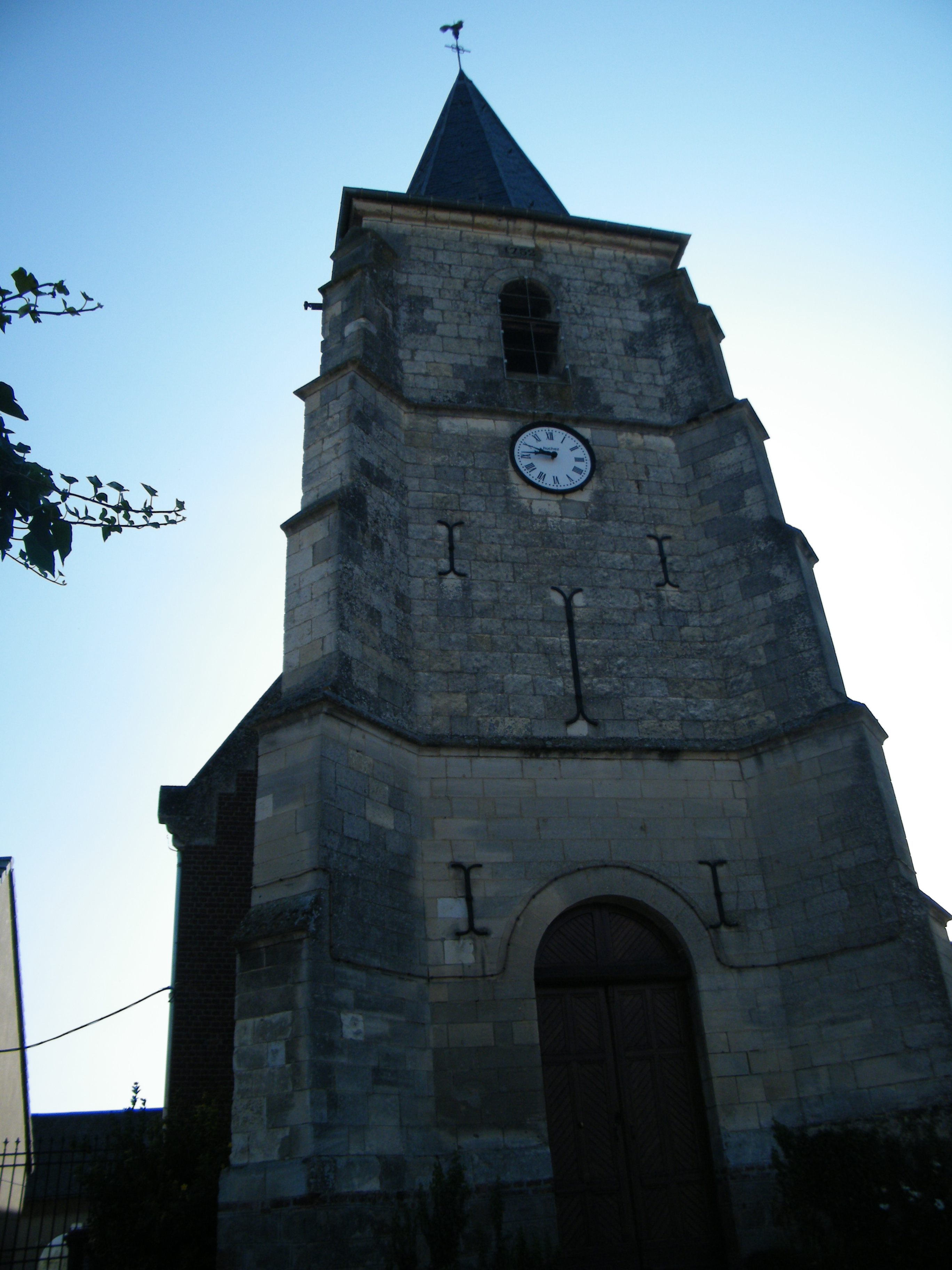

El 2007 la població en edat de treballar era de 376 persones, 276 eren actives i 100 eren inactives. De les 276 persones actives 257 estaven ocupades (140 homes i 117 dones) i 20 estaven aturades (9 homes i 11 dones). De les 100 persones inactives 37 estaven jubilades, 26 estaven estudiant i 37 estaven classificades com a «altres inactius».

### Ingressos
El 2009 a Méricourt-l'Abbé hi havia 215 unitats fiscals que integraven 578,5 persones, la mediana anual d'ingressos fiscals per persona era de 18.035 €.

### Activitats econòmiques

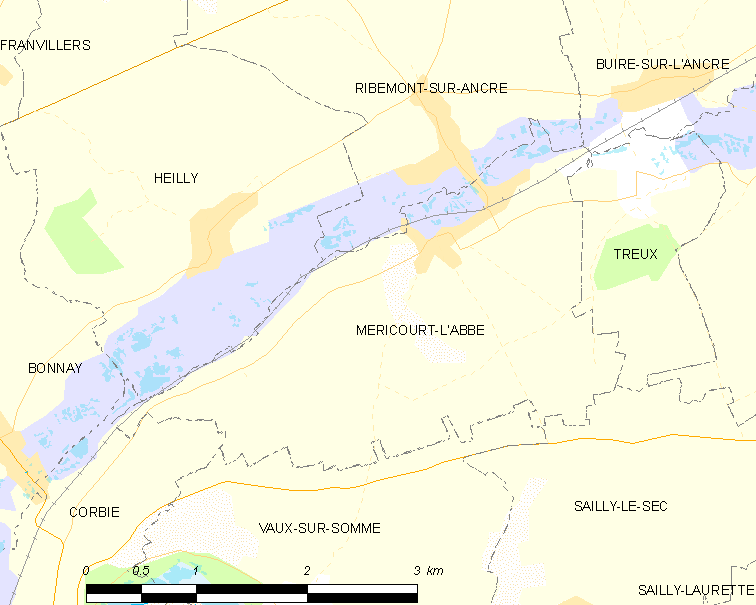

Dels 13 establiments que hi havia el 2007, 1 era d'una empresa extractiva, 5 d'empreses de construcció, 3 d'empreses de comerç i reparació d'automòbils, 1 d'una empresa d'hostatgeria i restauració i 3 d'empreses de serveis.
Dels 4 establiments de servei als particulars que hi havia el 2009, 1 era un paleta, 1 guixaire pintor, 1 lampisteria i 1 empresa de construcció.
L'any 2000 a Méricourt-l'Abbé hi havia 7 explotacions agrícoles que ocupaven un total de 216 hectàrees.

## Equipaments sanitaris i escolars
El 2009 hi havia una escola elemental integrada dins d'un grup escolar amb les comunes properes formant una escola dispersa.

## Poblacions més properes
El següent diagrama mostra les poblacions més properes.